# Potomotyphlus kaupii
Potomotyphlus kaupii is een wormsalamander uit de familie waterbewonende wormsalamanders (Typhlonectidae). De soort werd voor het eerst wetenschappelijk beschreven door Arnold Adolph Berthold in 1859. Oorspronkelijk werd de wetenschappelijke naam Caecilia kaupii gebruikt. Het is de enige soort uit het geslacht Potomotyphlus.
Potomotyphlus kaupii komt voor in het noorden van Zuid-Amerika. Over de levenswijze en biologie is verder niets bekend.